# Cryptopygus cardusi
Cryptopygus cardusi är en urinsektsart som beskrevs av Selga 1962. Cryptopygus cardusi ingår i släktet Cryptopygus och familjen Isotomidae. Inga underarter finns listade i Catalogue of Life.